# Miki Tori
Pour les articles homonymes, voir Tori.
Miki Tori (とりみき, Tori Miki) est un mangaka né le 23 février 1958 à Hitoyoshi dans la préfecture de Kumamoto, au Japon. Il est également critique, chroniqueur, scénariste et a publié plusieurs essais.
Il utilise le pseudonyme Mickey Bird. Il est principalement connu en tant que scénariste pour le film d'animation Patlabor 3 en 2002.

## Biographie
Il est né le 23 février 1958  à Hitoyoshi dans la préfecture de Kumamoto, au Japon.
Il fait ses études à l’université Meiji Gakuin. En 1979, il participe et remporte le 12e prix du nouveau talent dans le concours organisé par le magazine Shōnen Champion d'Akita Shoten et y publiera le manga Boku no Uchujin.
Il est aussi critique, chroniqueur, scénariste et acteur de la culture alternative au Japon.

## Œuvre
- 1979 :
  - Boku no Uchujin
- 1980 :
  - Bara no Shin-sama (バラの進さま?) ; 3 volumes publiés chez Akita Shoten[BU 1].
- 1981 :
  - Runrun Company (るんるんカンパニー?) ; publié chez Akita Shoten[BU 2].
- 1983 :
  - Kuru Kuru Kurin (クルクルくりん?), pré publié dans le magazine Weekly Shōnen Champion ; 6 volumes publiés chez Akita Shoten[BU 3].
- 1987 :
  - Charivari (しゃりばり, Shari bari?), pré publié dans le magazine Super Action ; publié chez Futabasha, puis East Press[BU 4],[4].
- 1992 :
  - Tamanegi Paruko (たまねぎぱるこ?) ; 1 volume publié chez Akita Shoten[BU 5].
  - Yoshida-san Kiki Ippatsu (吉田さん危機一発?) ; publié chez Futabasha[BU 6].
  - Dai-Honya (ダイホンヤ?), pré publié dans le magazine Gekkan ASCII Comic ; 1 volume publié chez ASCII, puis chez Hayakawa Shobou[BU 7].
- 1997 :
  - Sekishin Densetsu (石神伝説?) ; 3 volumes publiés chez Bungei Shunjuu[BU 8].
  - Intermezzo (遠くへいきたい, Tōku e Ikitai?) ; 4 volumes publiés chez Kawade Shobō Shinsha[BU 9],[5].
- 1998 :
  - Doyou Wide Satsujinjiken (土曜ワイド殺人事件?) avec Masami Yūki ; publié chez Tokuma Shoten, puis chez Kadokawa Shoten en 2004[BU 10].
- 1999 :
  - Neo Devilman (ネオデビルマン?) œuvre collective ; 3 volumes publiés chez Kodansha[BU 11].
- 2000 :
  - THE LAST BOOKMAN (ラスト・ブックマン, Rasuto bukku man?) ; 1 volume publié chez Hayakawa Shobou[BU 12].
  - Crepe o Nido Kueba (クレープを二度食えば, Kurēpu o ni-do kueba?) ; 1 volume publié chez Tokuma Shoten et Chikuma Shuuhansha[BU 13].
  - The Female Fridge No. 1 (冷蔵（庫）人間第１号, Reizō (kura) ningen dai 1-gō?), pré publié dans le magazine Comic Cue ; 1 volume publié chez East Press[BU 14].
- 2001 :
  - Heebie-Jeebie (ひいびい・じいびい, Hiibii Jiibii?) ; 1 volume publié chez Bunkasha[BU 15].
- 2004 :
  - Shin Doyou Wide Satsujinjiken - Kyouto Waraningyou Satsujinjiken (新・土曜ワイド殺人事件 京都藁人形殺人事件?) avec Masami Yūki ; 1 volume publié chez Kadokawa Shoten[BU 16].
- 2006 :
  - Pashipae no Utage (パシパエーの宴?) ; 1 volume publié chez Chikuma Shuuhansha[BU 17].
  - Nippon Furusato Chinbotsu (日本ふるさと沈没?) œuvre collective, pré publié dans le magazine Comic Ryu ; 1 volume publié chez Tokuma Shoten[BU 18].
- 2008 :
  - Tori kara Oufuku Shokan (とりから往復書簡?), pré publié dans le magazine Comic Ryu ; 3 volumes publiés chez Tokuma Shoten[BU 19].
  - Reishoku Sousakan (冷食捜査官?), pré publié dans le magazine Morning ; 1 volume publié chez Kodansha[BU 20].
- 2010 :
  - Toritter (とりったー?), pré publié dans le magazine Comic Ryu  ; 1 volume publié chez Tokuma Shoten[BU 21].
- 2011 :
  - Komatsu Sakyou ni Sasagu - Tribute Nippon Chinbotsu (小松左京に捧ぐ トリビュート日本沈没?) œuvre collective, pré publié dans le magazine Comic Ryu  ; 1 volume publié chez Tokuma Shoten[BU 22].
- 2012 :
  - Yoiko no Tame no Azuma Hideo (よいこのための吾妻ひでお Azuma Hideo Best Selection?) ; 1 volume publié chez Kawade Shobo Shinsha[BU 23].
- 2013 :
  - Pline (プリニウス, Plinius?) avec Mari Yamazaki, pré publié dans le magazine Shinchou 45 ; 8 volumes publiés chez Shinchosha[BU 24]. Publié en 2017 en France chez Casterman[6].
- 2016 :
  - Meka toufu no fukushuu (メカ豆腐の復讐?), pré publié dans le magazine Matogrosso ; 1 volume publié chez East Press[BU 25].
  - Comic S - Hayakawa Publishing 70th Anniversary Comic Anthology [Sci-Fi] Edition (Comic S 早川書房創立70周年記念コミックアンソロジー〔SF篇〕?) œuvre collective publiée chez Hayakawa Shobou[BU 26].

## Récompenses
- 1994 - Prix Seiun pour Dai Honya[1]
- 1995 - Prix Bungeishunjū pour Intermezzo (遠くへいきたい, Tōku e Ikitai?)[1],[7]

## Sources